# Sankt Georgen am Walde
Sankt Georgen am Walde è un comune austriaco di 2 047 abitanti nel distretto di Perg, in Alta Austria; ha lo status di comune mercato (Marktgemeinde).